# MTV Movie Awards 2001
Die MTV Movie Awards 2001 fanden am 2. Juni 2001 in Los Angeles statt. Moderatoren des Abends waren Jimmy Fallon und Kirsten Dunst. Auftritte gab es von Christina Aguilera, Lil’ Kim, Mýa und Pink (Moulin Rouge), Dave Matthews Band and Weezer. Mit zwei Awards war der Film 3 Engel für Charlie Gewinner des Abends.

## Auszeichnungen

### Bester Film
Gladiator
- Erin Brockovich
- Hannibal
- Tiger and Dragon (Wòhǔ Cánglóng)
- X-Men

### Bester Schauspieler
Tom Cruise – Mission: Impossible II
- Russell Crowe – Gladiator
- Omar Epps – Love & Basketball
- Mel Gibson – Der Patriot (The Patriot)
- Tom Hanks – Cast Away – Verschollen (Cast Away)

### Beste Schauspielerin
Julia Roberts – Erin Brockovich
- Aaliyah – Romeo Must Die
- Kate Hudson – Almost Famous – Fast berühmt (Almost Famous)
- Jennifer Lopez – The Cell
- Julia Stiles – Save the Last Dance

### Bester Newcomer
Sean Patrick Thomas – Save the Last Dance
- Jack Black – High Fidelity
- Patrick Fugit – Almost Famous – Fast berühmt (Almost Famous)
- Tom Green – Road Trip
- Hugh Jackman – X-Men
- Ashton Kutcher – Ey Mann, wo is’ mein Auto? (Dude, Where’s My Car?)

### Beste Newcomerin
Erika Christensen – Traffic – Macht des Kartells (Traffic) 
- Aaliyah – Romeo Must Die
- Anna Faris – Scary Movie
- Piper Perabo – Coyote Ugly
- Zhang Ziyi – Tiger and Dragon (Wòhǔ Cánglóng)

### Bestes On-Screen Team
Drew Barrymore, Cameron Diaz & Lucy Liu – 3 Engel für Charlie (Charlie’s Angels) 
- Robert De Niro & Ben Stiller – Meine Braut, ihr Vater und ich (Meet the Parents)
- George Clooney, Tim Blake Nelson & John Turturro – O Brother, Where Art Thou?
- Tom Hanks & Wilson – Cast Away – Verschollen (Cast Away)
- Halle Berry, Hugh Jackman, James Marsden & Anna Paquin – X-Men

### Bester Schurke
Jim Carrey – Der Grinch (How the Grinch Stole Christmas) 
- Kevin Bacon – Hollow Man – Unsichtbare Gefahr (Hollow Man)
- Vincent D’Onofrio – The Cell
- Anthony Hopkins – Hannibal
- Joaquin Phoenix – Gladiator

### Bester komödiantischer Auftritt
Ben Stiller – Meine Braut, ihr Vater und ich (Meet the Parents) 
- Jim Carrey – Ich, beide & sie (Me, Myself & Irene)
- Tom Green – Road Trip
- Martin Lawrence – Big Mama’s Haus (Big Momma's House)
- Eddie Murphy – Familie Klumps und der verrückte Professor (Nutty Professor II: The Klumps)

### Bester Kuss
- Julia Stiles & Sean Patrick Thomas – Save the Last Dance

- Jon Abrahams & Anna Faris – Scary Movie
- Ben Affleck & Gwyneth Paltrow – Bounce – Eine Chance für die Liebe (Bounce)
- Tom Hanks & Helen Hunt – Cast Away – Verschollen (Cast Away)
- Anthony Hopkins & Julianne Moore – Hannibal

### Beste Action Sequence
Mission: Impossible II
- Nur noch 60 Sekunden (Gone in 60 Seconds)
- Gladiator
- Cast Away – Verschollen (Cast Away)

### Bester Kampf
- Zhang Ziyi vs. Barmänner – Tiger and Dragon (Wòhǔ Cánglóng)

- Drew Barrymore vs. Angreifer – 3 Engel für Charlie (Charlie’s Angels)
- Russell Crowe vs. maskierter Gegner & Tiger – Gladiator
- Jet Li vs. Angreifer – Romeo Must Die

### Beste Tanzszene
Cameron Diaz – 3 Engel für Charlie (Charlie’s Angels) 
- Jamie Bell – Billy Elliot – I Will Dance (Billy Elliot)
- Rini Bell, Nicole Bilderback, Kirsten Dunst, Tsianina Joelson, Bianca Kajlich, Clare Kramer, Huntley Ritter, Lindsay Sloane & Nathan West – Girls United (Bring It On)
- Julia Stiles & Sean Patrick Thomas – Save the Last Dance

### Best Line
"Are you a pothead, Focker?" – Robert De Niro – Meine Braut, ihr Vater und ich (Meet the Parents) 
- "Bite my ass, Krispy Kreme!" – Julia Roberts – Erin Brockovich
- "Feel free to stick things in my slot!" – Cameron Diaz – 3 Engel für Charlie (Charlie’s Angels)
- "I am a Golden God!" – Billy Crudup – Almost Famous – Fast berühmt (Almost Famous)
- "It vexes me, I am terribly vexed!" – Joaquin Phoenix – Gladiator

### Bester Cameo-Auftritt
James van der Beek – Scary Movie
- Andy Dick – Road Trip
- Tom Green – 3 Engel für Charlie (Charlie’s Angels)
- Ozzy Osbourne – Little Nicky
- Bruce Springsteen – High Fidelity

### Bestes Outfit
Jennifer Lopez – The Cell
- Kate Hudson – Almost Famous – Fast berühmt (Almost Famous)
- Elizabeth Hurley – Teuflisch (Bedazzled)
- Samuel L. Jackson – Shaft – Noch Fragen? (Shaft)
- Lucy Liu – 3 Engel für Charlie (Charlie’s Angels)

### Bester Musik-Moment
Piper Perabo – Coyote Ugly
- Jack Black – High Fidelity
- George Clooney, Tim Blake Nelson & John Turturro – O Brother, Where Art Thou?
- Paulo Costanzo, DJ Qualls, Breckin Meyer & Seann William Scott – Road Trip
- Billy Crudup, Patrick Fugit, Kate Hudson, Jason Lee, Anna Paquin – Almost Famous – Fast berühmt (Almost Famous)

### Bester neuer Filmproduzent
Sofia Coppola für The Virgin Suicides